# ألفونس دس لاكروا
ألفونس دس لاكروا (بالإنجليزية: Alphonse Lacroix) هو لاعب هوكي الجليد أمريكي، ولد في 21 أكتوبر 1897 في نيوتن في الولايات المتحدة، وتوفي في 12 أبريل 1973 في لويستون في الولايات المتحدة.

## وصلات خارجية
- ألفونس دس لاكروا على موقع دوري الهوكي الوطني (الإنجليزية)
- ألفونس دس لاكروا على موقع EliteProspects.com (الإنجليزية)
- ألفونس دس لاكروا على موقع Eurohockey.com (الإنجليزية)
- ألفونس دس لاكروا على موقع HockeyDB.com (الإنجليزية)
- ألفونس دس لاكروا على موقع Hockey-Reference.com (الإنجليزية)
- ألفونس دس لاكروا على موقع أوليمبيديا (الإنجليزية)